# Krista Nevšímalová
Kristýna Nevšímalová zvaná Krista (25. března 1854 Lhota u Pačlavic – 20. června 1935 Praha) byla česká pedagožka, spolková činovnice, novinářka, politička, sufražetka a feministka, z překladatelka z francouzštiny a nizozemštiny. Spolupracovala s předními osobnostmi českého ženského emancipačního hnutí, jako byli například Karla Máchová či Eliška Krásnohorská. Krásnohorské pak řadu let vypomáhala s redakčním řízením časopisu Ženské listy.

## Život

### Mládí
Narodila se v Lhotě u Pačlavic na Hané, nedaleko Kroměříže. Kristině se dostalo dobrého, zejména jazykového, vzdělání. Jako emancipovaná mladá žena se rozhodla stát učitelkou a přihlásila na učitelský kurz. Toto povolání bylo v té době při výkonu spojeno s příslibem celibátu, Nevšímalová tak zůstala svobodná.

### Ženské hnutí

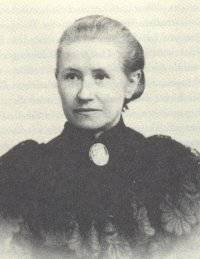
Eliška Krásnohorská, spisovatelka a dlouholetá šéfredaktorka Ženských listů

Posléze se Nevšímalová přesunula do Prahy, kde spolupracovala s předními osobnostmi českého ženského emancipačního hnutí, jako byli například Eliška Krásnohorská či Karla Máchová. Angažovala se rovněž v tzv. Ženském výrobním spolku českém, založeným roku 1871 Karolínou Světlou, Emílií Bártovou či Věnceslavou Lužickou. Ten si dal za cíl zaopatřit zejména, také válečné, vdovy a matky samoživitelky, které po ztrátě manžela nebyly schopny zajistit sobě, případně rodině, obživu a často tak upadaly do chudoby.
Dva roky po založení Ženského výrobního spolku začala skupina jeho členek vydávat měsíčník Ženské listy, jedno z prvních tištěných periodik zaměřených na ženy, výkonnými redaktorkami se stali Eliška Krásnohorská a Věnceslava Lužická. Nevšímalová se pak v 80. letech 19. století zapojila do redakční práce, v následujících dvaceti letech působila ve vedoucím okruhu listu (v některých ročnících je uváděna jako výpomocná šéfredaktorka Elišky Krásnohorské). List zároveň přednostně informoval o aktivitách a stanoviscích spolku, zároveň byl až do svého zániku roku 1926 možná nejrozšířenějším tištěným médiem určeným ženám. Činnost listu, stejně jako celého emancipačního hnutí, byla částí společnosti (především muži), kritizována jako zbytečná a směšná. Navzdory tomu se listu podařilo etablovat v zavedenou mediální instituci, která byla hlavním prezentačním médiem postojů ženského hnutí v Čechách.
Angažovala se rovněž v politickém emancipačním procesu: spolu s Karlou Máchovou podílela na formulování prvního českého politického programu žen, v němž mimo jiné prosazovala rovné postavení žena na pracovním trhu či rovnost nemanželských dětí s těmi narozenými v manželství.

### Literární činnost
Krista Nevšímalová se vedle rozsáhlé novinářské činnosti věnovala též překladatelství, psaní literatury s lidovými náměty či romanopisecké tvorbě. Za svou kariéru přeložila řadu textů a děl, především z francouzštiny a nizozemštiny, kupříkladu spisy nizozemského spisovatele známého pod pseudonymem Multatuli.

### Úmrtí
Krista Nevšímalová zemřela 20. června 1935 v Praze ve věku 81 let.

## Dílo

### Vlastní tvorba
- Hanácké povídky [3]
- Informatorium moderní ženy (1905) [4]